# Légifrance
Légifrance é o website oficial do governo francês para a publicação de legislação, regulamentos e informações legais. O acesso ao site é gratuito.
Virtualmente completo, apresenta ou se refere a todas as instituições ou administrações envolvidas, todos os textos ainda em vigor desde 1539 e toda a jurisprudência dos tribunais superiores desde 1986, bem como o mais pertinente de todos os tribunais desde 1875.